# Боброво (смт)
Бобро́во (рос. Боброво) — селище міського типу у складі Ленінського міського округу Московської області, Росія.
До 2019 року селище мало статус присілка.

## Населення
Населення — 5996 осіб (2021; 130 у 2010, 52 у 2002).
Національний склад (станом на 2002 рік):
- росіяни — 96 %